# Ортаґоль
Ортаґоль (перс. ارتگل) — село в Ірані, у дегестані Тальх-Аб, у бахші Хенеджін, шагрестані Фараган остану Марказі. За даними перепису 2006 року, його населення становило 133 особи, що проживали у складі 41 сім'ї.

## Клімат
Середня річна температура становить 10,29°C, середня максимальна – 29,50°C, а середня мінімальна – -11,57°C. Середня річна кількість опадів – 247 мм.
| Клімат поселення                              | Клімат поселення | Клімат поселення | Клімат поселення | Клімат поселення | Клімат поселення | Клімат поселення | Клімат поселення | Клімат поселення | Клімат поселення | Клімат поселення | Клімат поселення | Клімат поселення | Клімат поселення |
| Показник                                      | Січ.             | Лют.             | Бер.             | Квіт.            | Трав.            | Черв.            | Лип.             | Серп.            | Вер.             | Жовт.            | Лист.            | Груд.            |                  |
| Середній максимум, °C                         | 4,35             | 6,08             | 10,29            | 16,88            | 21,95            | 27,66            | 29,50            | 29,24            | 24,68            | 18,16            | 11,49            | 5,96             |                  |
| Середня температура, °C                       | −3,61            | −1,89            | 2,33             | 8,94             | 13,99            | 19,68            | 23,68            | 23,41            | 18,86            | 12,35            | 5,68             | 0,14             |                  |
| Середній мінімум, °C                          | −11,57           | −9,86            | −5,64            | 0,97             | 6,02             | 11,72            | 17,85            | 17,60            | 13,04            | 6,51             | −0,15            | −5,68            |                  |
| Норма опадів, мм                              | 33               | 33               | 47               | 37               | 32               | 5                | 1                | 1                | 0                | 8                | 20               | 30               |                  |
| Середньомісячна швидкість вітру, м/с          | 1.21             | 2.01             | 2.89             | 3.01             | 2.44             | 2.24             | 2.20             | 2.08             | 2.06             | 1.90             | 1.80             | 1.27             |                  |
| Середньомісячна сонячна радіація, кДж/м²·день | 9153             | 12119            | 14677            | 18112            | 22175            | 26817            | 26074            | 24015            | 20823            | 15363            | 10936            | 8872             |                  |
| --------------------------------------------- | ---------------- | ---------------- | ---------------- | ---------------- | ---------------- | ---------------- | ---------------- | ---------------- | ---------------- | ---------------- | ---------------- | ---------------- | ---------------- |
| Джерело:                                      |                  |                  |                  |                  |                  |                  |                  |                  |                  |                  |                  |                  |                  |